# Paladru
Paladru foi uma comuna francesa na região administrativa de Auvérnia-Ródano-Alpes, no departamento de Isère. Estendia-se por uma área de km², com 755 habitantes, segundo os censos de 1999.
Em 1 de janeiro de 2017, passou a formar parte da nova comuna de Villages du Lac de Paladru.